# Capacità vitale forzata
La capacità vitale forzata (CVF o FVC da Forced Vital Capacity) è il volume totale di aria che si riesce ad espellere in espirazione forzata, dopo aver eseguito un'inspirazione massimale.
È un parametro estremamente importante quando si valutano malattie come ad esempio la BPCO in cui a causa della rottura dei ponti di tessuto connettivo, che contribuiscono a mantenere pervie le piccole vie aeree durante l'espirazione, nella quale avviene un aumento della pressione intrapleurica, si assiste al collasso di quest'ultime. Quindi in questa condizione patologica, la CVF rispetto alla normale CV (capacità vitale) potrà risultare molto ridotta, proprio a causa del collasso delle piccole vie aeree che intrappolerà l'aria distalmente all'ostruzione, fenomeno noto come air trapping.